# Lophostreptus magnus
Lophostreptus magnus är en mångfotingart som först beskrevs av Karsch 1881.  Lophostreptus magnus ingår i släktet Lophostreptus och familjen Spirostreptidae. Inga underarter finns listade i Catalogue of Life.